# Lebenstedt
Lebenstedt ist einer der insgesamt 31 Stadtteile der kreisfreien Stadt Salzgitter in Niedersachsen, gelegen in der Ortschaft Nord. Das ehemalige Dorf Lebenstedt gehörte bis zum 31. März 1942 zum Landkreis Wolfenbüttel und wurde durch ein Gesetz am 1. April 1942 ein Teil der Großstadt Watenstedt-Salzgitter, die mit Wirkung vom Januar 1951 in Salzgitter umbenannt wurde.

## Geographie
Lebenstedt ist der bevölkerungsreichste Stadtteil und bildet das Verwaltungszentrum Salzgitters. Er liegt im Norden der Stadt und gehört zur Ortschaft Nord, einer von sieben Ortschaften, in die die großflächige Stadt Salzgitter eingeteilt ist.
Zu Lebenstedt gehört auch das Wohngebiet Fredenberg.

## Geschichte

### Vorgeschichte
Die zeitweise Anwesenheit von Menschen vor ca. 50.000 Jahren im Bereich der Gemarkung Lebenstedt belegt der 1952 entdeckte archäologische Fundplatz Salzgitter-Lebenstedt. Neben Knochen von Rentieren, Pferden, Wisenten und Mammuts wurden auch zwei Schädel-Fragmente von Neandertalern gefunden.

### Frühzeit bis 1937
Die erste Erwähnung des Dorfes Lebenstedt als Livenstede erfolgte in einer Urkunde des Königs Lothar III. vom 17. Juni 1129. Die Schreibweise des Ortsnamens änderte sich im Laufe der Jahrhunderte mehrmals (u. a. 1363 Levenstedde, 1551 Lebenstede, 1802 Lewenstedt). Erst ab Mitte des 19. Jahrhunderts setzt sich die heutige Schreibweise durch. Der Erstbesiedelungszeitraum liegt vermutlich weit vor der Ersterwähnung. Nach der Ortsnamenforschung deutet die Endung -stedt auf eine Besiedelung in der vorfränkischen Periode (vor 772), d. h. auf die Zeit des sächsischen Landausbaus hin.
Aus Urkunden des 13. und 14. Jahrhunderts geht hervor, dass das Haufendorf Sitz eines Adels- und Rittergeschlechts war, das nach einem Nachtrag im Güterverzeichnis des Domstifts Goslar von 1181 ein „castrum“ (Burg) bewohnte. Ab 1235 gehört Lebenstedt zum Herzogtum Braunschweig. Davor war es der Grafschaft Wöltingerode-Wohldenberg zugeordnet. Die Edelherren von Meinersen waren in Levenstede reich begütert. Sie gaben von 1250 bis 1336 aus ihrem Eigenbesitz den größten Teil als Lehen an die von Harlingeberg, weiteres der Braunschweiger Ratsfamilie Stapel sowie an Dietrich von Wallmoden und Burchard von Saldern.
Zwei Wassermühlen und drei Bockwindmühlen verweisen darauf, dass in Lebenstedt auf dem Lößboden eine fruchtbare Landwirtschaft betrieben wurde. Schon aus dem Jahre 1325 gab es den urkundlichen Nachweis auf die beiden Wassermühlen an der Fuhse. Den ersten Größenhinweis auf das Dorf im ausgehenden Mittelalter ergibt sich aus einer Urkunde von 1291, wonach die Zehntrechte über 72 Hufen bewirtschaftete Fläche (bei einem Hufenmaß von 30 Morgen sind das 2160 Morgen) dem Kloster Riddagshausen übertragen wurden. Nach der 1850 für die Separation durchgeführten Vermessung waren in Lebenstedt sechs Ackerhöfe, drei Halbspännerhöfe, sechs Großkothöfe und 36 Kothöfe vorhanden, die 2053 Morgen Acker- und Wiesenfläche bewirtschafteten.
Im Mittelalter und der frühen Neuzeit wurde Lebenstedt bei mehreren Fehden und Kriegen stark in Mitleidenschaft gezogen bzw. verwüstet. So unter anderem 1495 in der Schlacht zwischen dem Herzog von Braunschweig und der Stadt Braunschweig, 1552 anlässlich der Zerstörung der Burg Lichtenberg und 1519–23 Stiftsfehde zwischen dem Hochstift Hildesheim und dem Fürstentum Braunschweig-Wolfenbüttel.

### Entwicklung ab 1937

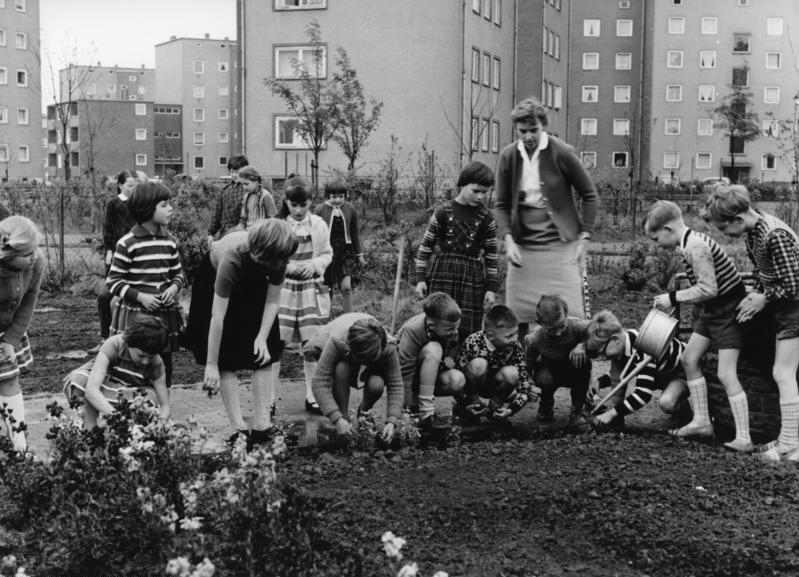
Im Hintergrund Wohnbebauung 1961 (Lebenstedt, Sudermannstraße), im Vordergrund Schulkinder der damaligen Goetheschule

Das Ende des Dorfes wurde 1937 eingeläutet, als der Aufbau der Reichswerke Hermann Göring (jetzt Salzgitter AG) beschlossen wurde und für die benötigten Arbeitskräfte die Gemarkung des Dorfes als ein Areal für die erforderlichen Wohnbauten nebst Infrastruktur festgelegt wurde. Die Bauern wurden ab diesem Zeitpunkt umgesiedelt oder für ihr Eigentum, insbesondere bei kleinen Höfen, mit Geldzahlungen entschädigt. Die Stadt entstand ab 1937 unter dem Planungsnamen „Hermann-Göring-Stadt“. Die Lage wurde rund 5 km westlich des Stahlwerks (außerhalb der Hauptwindrichtung), am Dorf Lebenstedt gewählt. Bis zum 31. März 1942 gehörte Lebenstedt zum Landkreis Wolfenbüttel. Mit der Gründung der Stadt Watenstedt-Salzgitter am 1. April 1942 wurde aus der Dorfgemeinde ein Teil der Großstadt Watenstedt-Salzgitter, die am 23. Januar 1951 amtlich in Salzgitter umbenannt wurde. Die Einwohnerzahl stieg entsprechend dem Wohnbaufortschritt (bis Kriegsende 1945 wurden 5000 Wohnungen errichtet) laufend stark an. Infolge des Kriegs und der Nachkriegsjahre stockten die Bemühungen zur Stadtwerdung. Erst ab Mitte der 1950er Jahre wurde durch den verstärkten Bau von Schulen, Einkaufsmöglichkeiten, Behörden, Kirchen und anderen Infrastrukturmaßnahmen aus dem Torso die viel zitierte Stadt im Grünen.

### Bevölkerungsentwicklung
Die ältesten Einwohnerzahlen sind aus den Jahren 1771 mit 507, 1821 mit 562 und 1891 mit 571 Personen bekannt.
Im Gegensatz zur Bevölkerungsentwicklung im Lande Braunschweig im 19. und frühen 20. Jahrhundert gibt es im Dorfe Lebenstedt keine steigende Tendenz, sie stagnierte vielmehr. In dieser Zeit bot das Dorf für manche Bewohner keinen Lebensraum mehr. Die stark wachsenden Städte (hier insbesondere Braunschweig) hatten die gewünschten Arbeitsplätze in Industrie und Gewerbe. Die Auswanderung nach Übersee (75 Lebenstedter zwischen 1845 und 1879) trug auch dazu bei.
Die stark ansteigenden Zahlen ab 1938 stehen im Zusammenhang mit dem Aufbau des Salzgittergebietes und dem damit verbundenen Wohnungsbau. Für die Zeit des Zweiten Weltkrieges, als die Bevölkerung bis zur ersten Nachkriegszählung 1946 rasant anstieg, sind keine amtlichen Bevölkerungszahlen vorhanden. Die Abwärtsentwicklung ab 1970 betrifft nicht nur Lebenstedt, sondern die gesamte Stadt Salzgitter, die unter die 100.000-Marke gesunken war. Dieser Trend ist seit 2012 nicht nur für Salzgitter, sondern auch für Lebenstedt gestoppt.
| Jahr | Einwohner |
| ---- | --------- |
| 1821 | 562       |
| 1848 | 574       |
| 1871 | 570       |
| 1910 | 554       |
| 1925 | 526       |
| 1933 | 526       |
| 1939 | 707       |
| 1946 | 23.574    |
| 1950 | 26.387    |

| Jahr | Einwohner |
| ---- | --------- |
| 1960 | 38.869    |
| 1970 | 52.192    |
| 1980 | 50.445    |
| 1990 | 48.738    |
| 2000 | 47.940    |
| 2006 | 42.505    |
| 2010 | 40.991    |
| 2012 | 40.791    |
| 2014 | 41.668    |

| Jahr | Einwohner |
| ---- | --------- |
| 2016 | 44.354    |
| 2018 | 45.654    |
| 2019 | 45.468    |
| 2020 | 45.195    |
| 2021 | 45.178    |
| 2022 | 45.611    |
| 2023 | 45.945    |
| 2024 | 46.142    |

## Religion

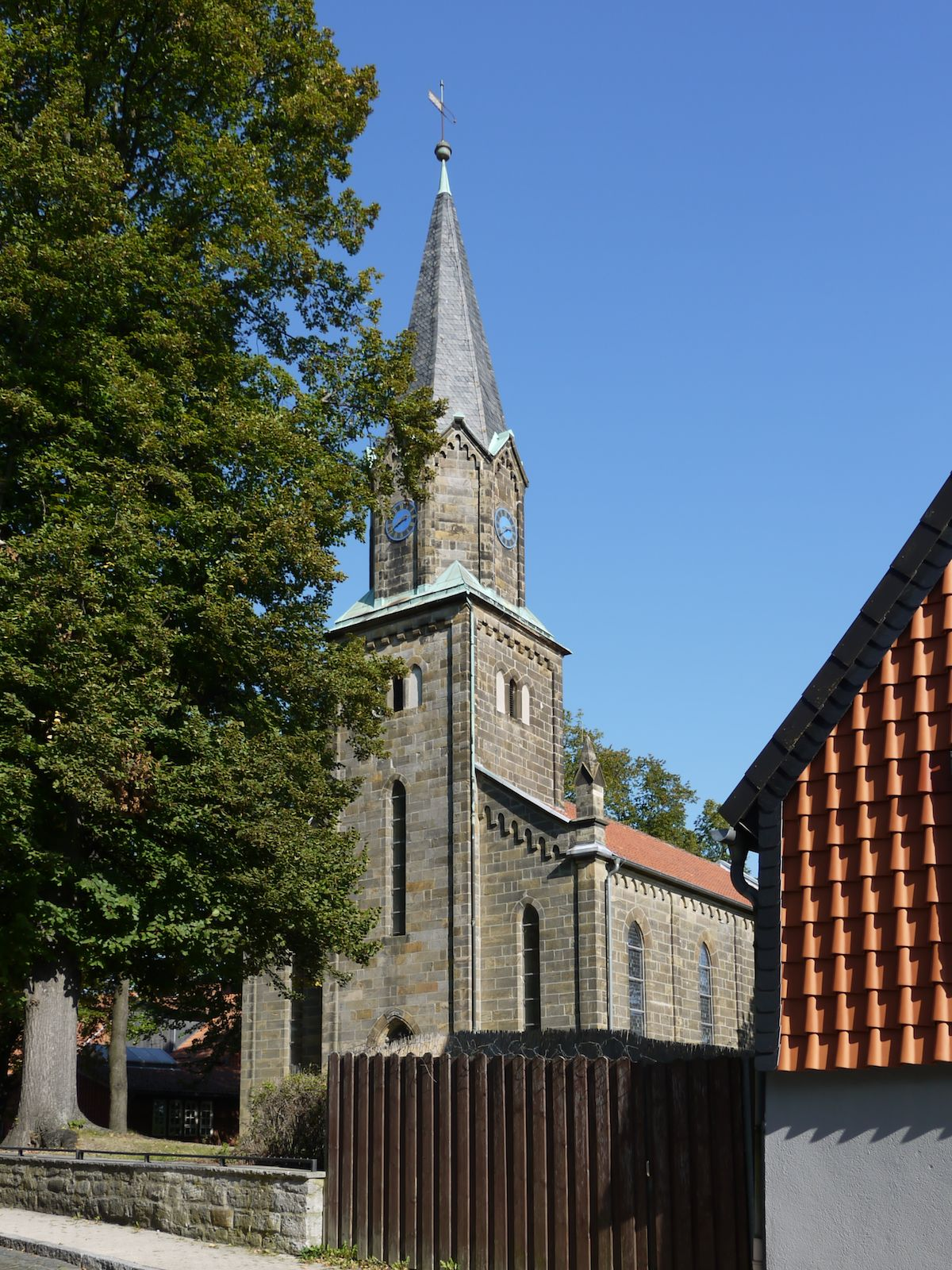
St.-Andreas-Kirche

### Geschichtliche Entwicklung
Die älteste Kirche in Lebenstedt ist die Dorfkirche St. Andreas, die 1859 eingeweiht wurde. Beim Abriss der Vorgängerkirche wurde festgestellt, dass diese im Laufe der Jahrhunderte zweimal erweitert und vor ca. 500 Jahren vermutlich als Kapelle erbaut worden war. Der erste schriftliche Beweis für das Bestehen einer Kirchengemeinde in Lebenstedt ist die Nennung eines Pfarrers im Jahre 1281. Die verstärkte Missionierung des hiesigen Gebietes begann mit der Errichtung des Bistums Hildesheim im Jahre 815 und danach folgenden Errichtung von Archidiakonatskirchen. Eine solche Zentralkirche war in Lengede, zu der auch das Dorf Lebenstedt gehörte.
Die Reformation wurde in Lebenstedt 1542 eingeführt. Auf Grund einer Gegenreformation der katholischen Seite konnte sich die Reformation endgültig erst ab 1568 entfalten. Bis zum Aufbau der ehemaligen Reichswerke und dem damit verbundenen Zuzug von Arbeitskräften aus allen Teilen Deutschlands veränderte sich auch die Religionszugehörigkeit der Lebenstedter. Insbesondere aus den westlichen Teilen Deutschlands und Oberschlesiens gab es verstärkt Zuzüge von Personen mit römisch-katholischer Religion. Die vielen Flüchtlinge nach dem Krieg trugen zu einer weiteren Mischung in der Religionsfrage bei. In dieser Zeit behinderten fehlende Räume die kirchliche Arbeit beider Kirchen. Erst durch Neubauten ab Mitte der 1950er Jahre konnte dieser Mangel beseitigt werden. Ende 2011 gehören 33,2 % (13.544 Personen) der protestantischen und 18,7 % (7.641 Personen) der Römisch-katholischen Kirche an. Alle anderen Bürger (48,1 % oder 19.655 Personen) werden unter der Rubrik „Sonstige“ erfasst.

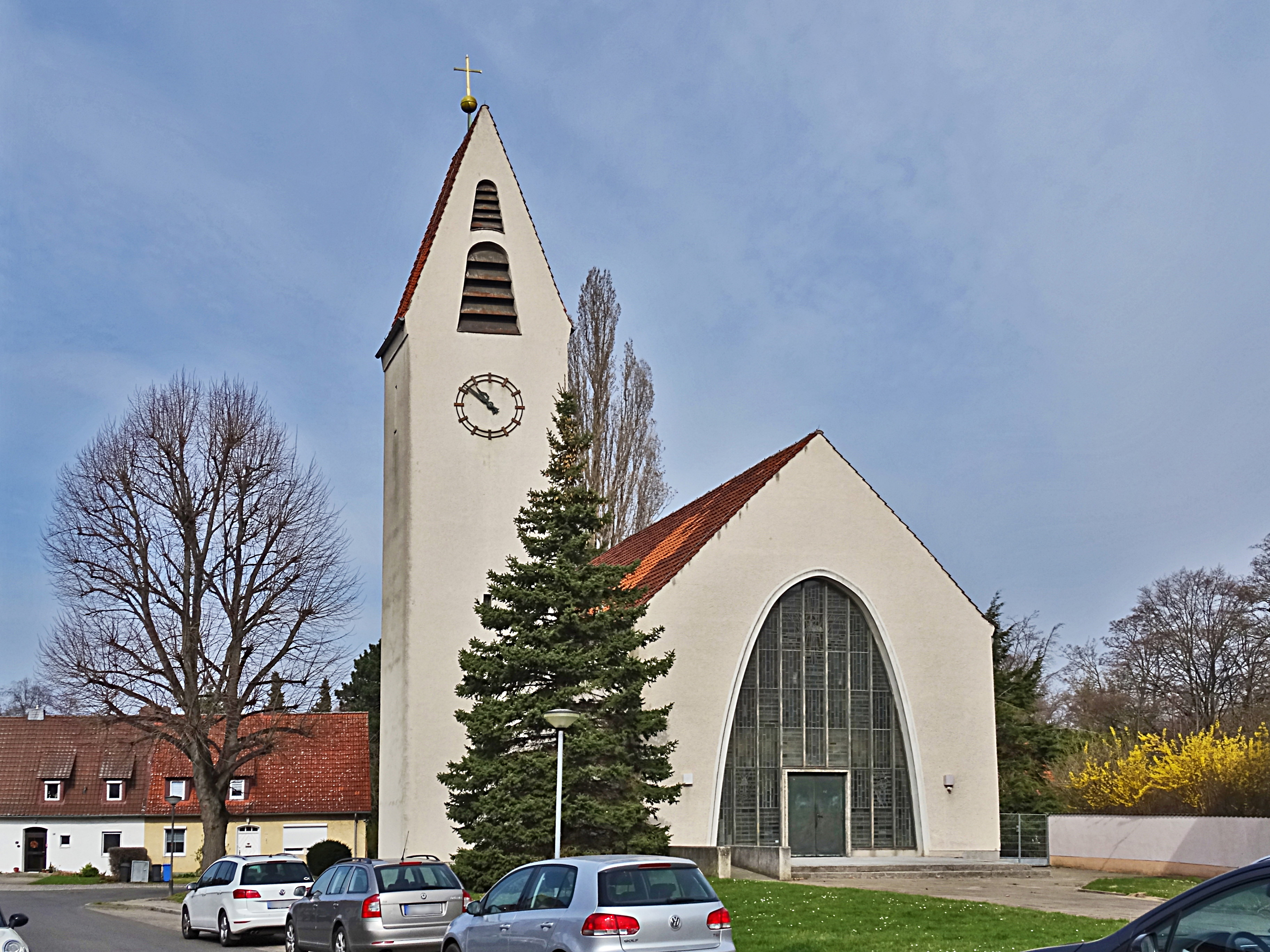
St.-Johannes-Kirche

### Evangelisch-lutherische Kirche
Salzgitter-Lebenstedt ist Sitz einer gleichnamigen evangelisch-lutherischen Propstei der Landeskirche in Braunschweig. Zu ihr gehören im Stadtteil Lebenstedt die Kirchen St. Andreas (1859 eingeweiht), St. Johannes und Martin Luther (beide 1956 erbaut), St. Paulus (1964 erbaut), Friedenskirche (in Fredenberg, 1968 erbaut), St. Matthäus (1968 erbaut, seit 2007 nicht mehr genutzt) und das Gemeindehaus St. Markus (im Seeviertel, 1972 erbaut).

### Katholische Kirche

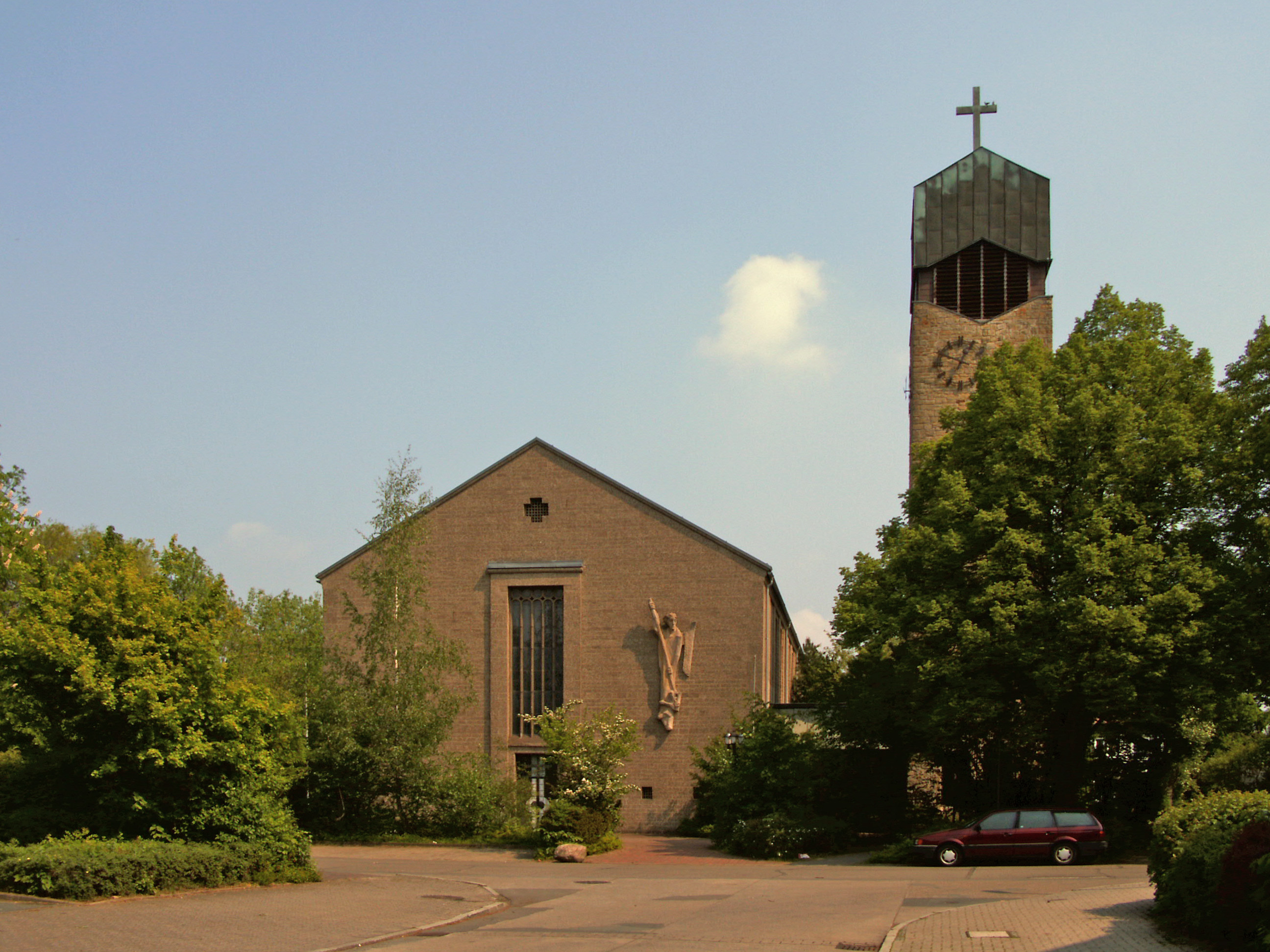
St.-Michael-Kirche

Die katholische Pfarrgemeinde St. Joseph verfügt neben der 1956/57 erbauten gleichnamigen Kirche an der Suthwiesenstraße über die Kirche St. Michael an der Salderschen Straße, sie wurde bereits 1953 erbaut und 1983 um einen Turm bereichert. Fredenberg ist Sitz der Pfarrgemeinde St. Maximilian Kolbe mit der 1977 eingeweihten St.-Maximilian-Kolbe-Kirche an der Einsteinstraße. Beide Pfarrgemeinden gehören zum Dekanat Goslar-Salzgitter. Die Kirche St. Elisabeth, 1967–69 in der Neißestraße erbaut, wurde 2008 profaniert.
Neben den Kirchen entstanden Gemeindehäuser und teilweise auch konfessionelle Kindergärten. Wegen der zurückgehenden Mitgliederzahlen finden in der St. Matthäuskirche und in der St. Elisabeth-Kirche keine Gottesdienste mehr statt.

### Andere Konfessionen
Die Freikirchlichen Gemeinden sind in Lebenstedt mit der Christengemeinde Elim, der Freien evangelische Gemeinde und der Evangelischen Freikirche vertreten. Darüber hinaus gibt es noch die Neuapostolische Kirche, die Rumänisch-Orthodoxe Gemeinde, die Zeugen Jehovas und die Gemeinde der Siebenten-Tags-Adventisten. Die Türkisch-islamische Gemeinde DITIB und die islamische Gemeinschaft IGMG haben je eine Moschee in Lebenstedt.

## Politik

### Wappen
Blasonierung: Über silbernem (weißen) Wellenschildfuß in Rot ein herschauender goldener (gelber) Löwenkopf über zwei schräggekreuzten goldenen (gelben) Stahl-Probenahmekellen.
Der Löwenkopf ist dem Wappen des Adelsgeschlechts derer von Lebenstedt (1240 bis erstes Viertel des 14. Jahrhunderts) entnommen, das erstmals auf einem Siegel von 1303 überliefert ist. Die beiden Kellen unter dem Löwenkopf werden in der Eisen- und Stahlindustrie verwendet, um am Hochofen flüssige Proben zur Kontrolle des Verhüttungsprozesses zu entnehmen. Die Kellen stehen somit für die Stahlindustrie, deren Aufbau Grundlage für den Aufschwung Lebenstedts war. Der silberne Wellenschildfuß repräsentiert den nahen Salzgittersee, ein Naherholungsgebiet. Bei den Hauptfarben Gelb-Rot des Wappens handelt es sich um die ehemaligen Stammfarben des Herzogtums Braunschweig – sie erinnern daran, dass Lebenstedt lange zum Herzogtum Braunschweig gehörte.
Das Wappen wurde im Januar 2009 von einer Bürgerversammlung angenommen.

## Kultur und Sehenswürdigkeiten

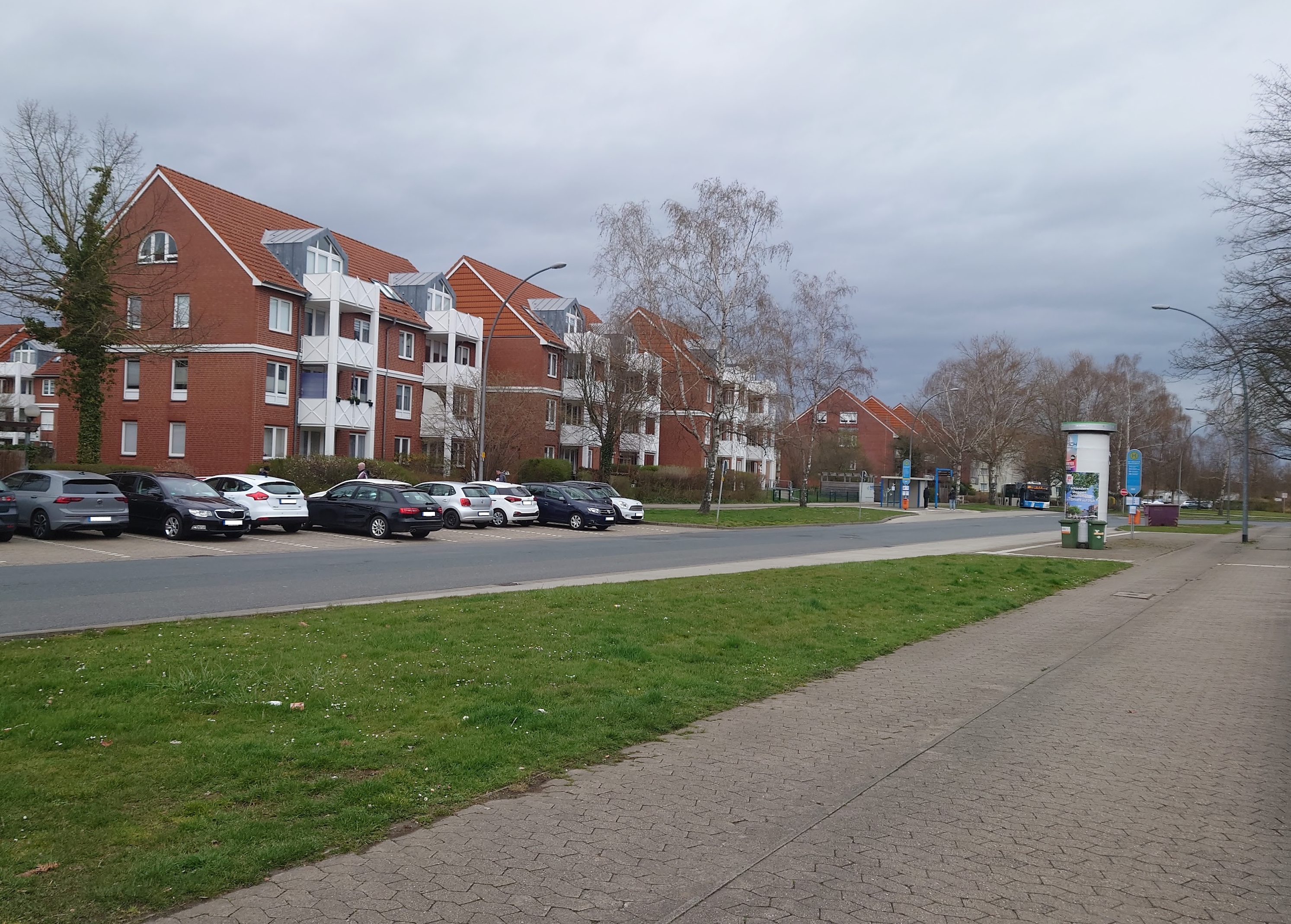
Mehrfamilienhäuser in Krähenriede

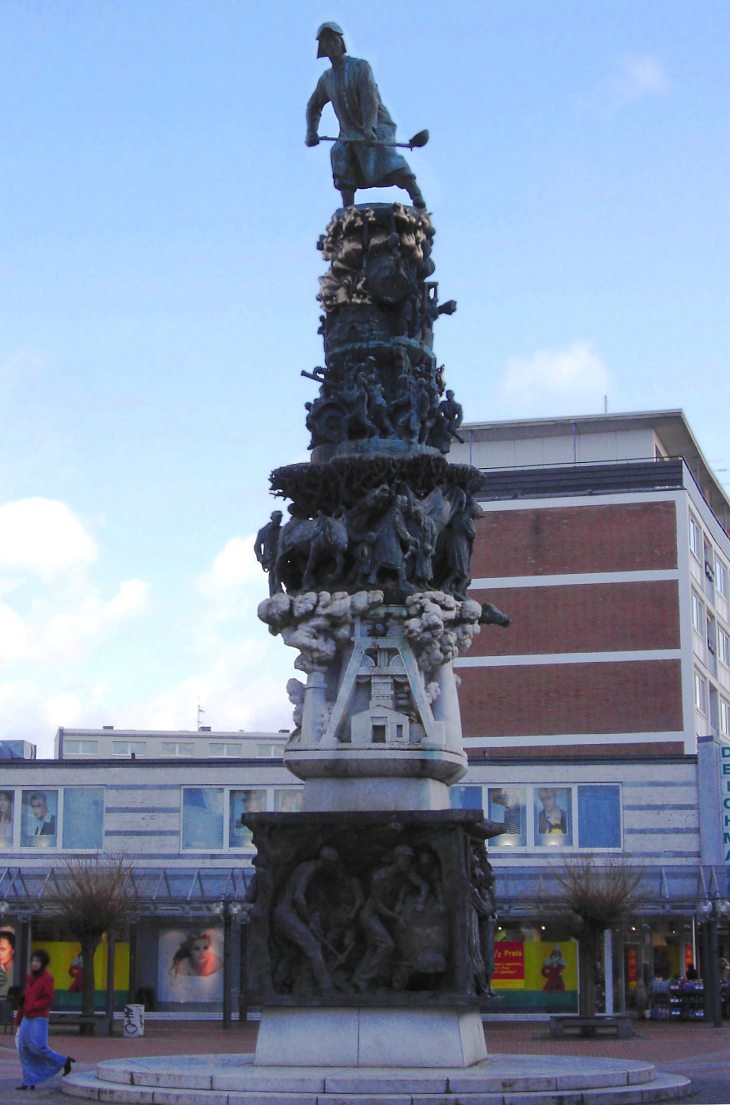
Turm der Arbeit (2005)

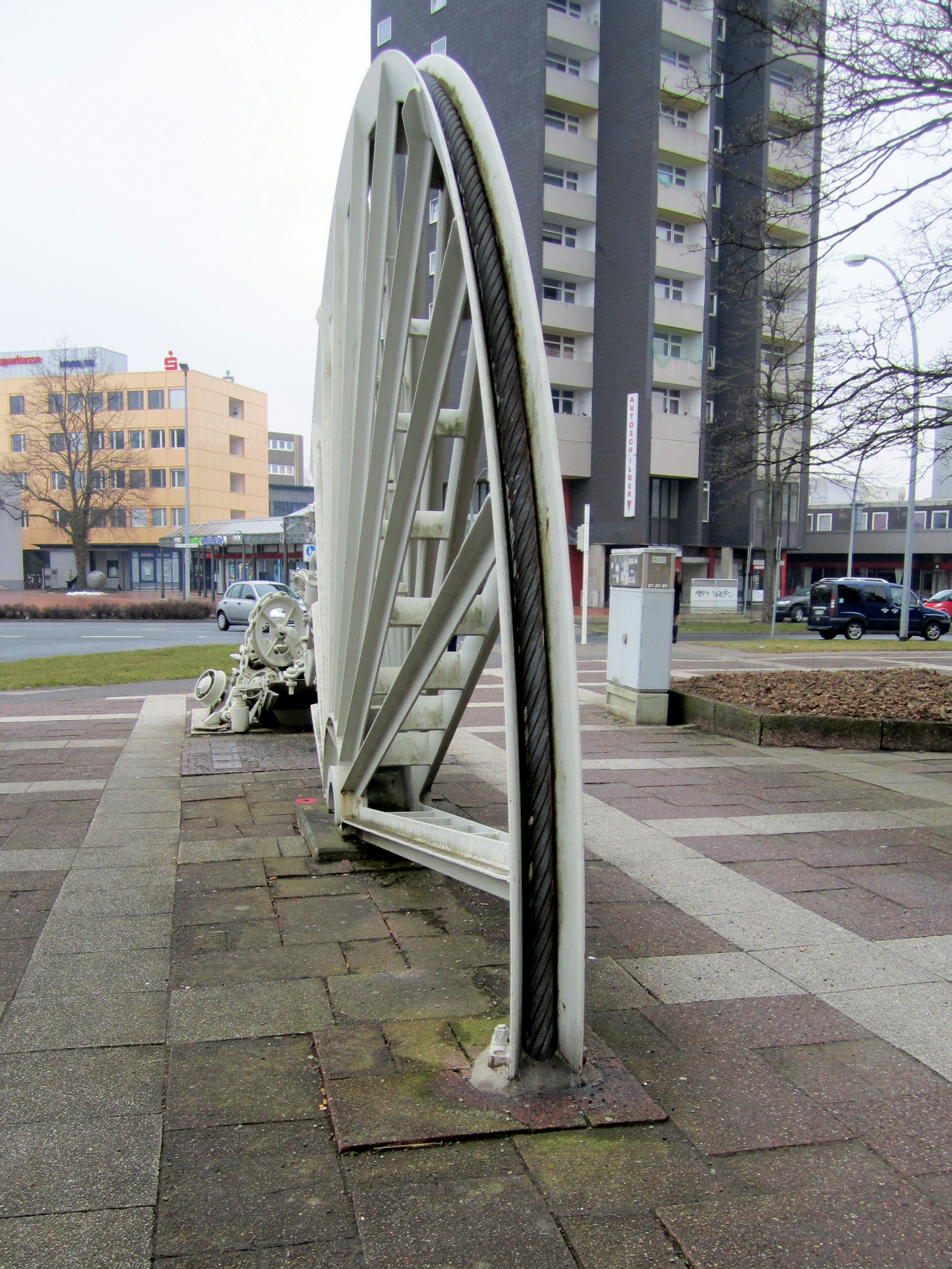
Bergbauskulptur in Lebenstedt

Architektonisch interessant ist dieser Stadtteil, weil er hauptsächlich im Gartenstadt-Stil erbaut wurde. Die Planung und Erbauung geschah abschnittweise. Die Namen der entsprechend dem Baufortschritt benannten Abschnitte sind in der Bevölkerung noch immer zur Orientierung in der Stadt verbreitet. Der nördliche Teil Lebenstedts heißt Krähenriede, der südwestliche Fredenberg und östlich vom Salzgittersee liegt das Seeviertel. Das ehemalige Dorf Lebenstedt zwischen Salzgittersee und Albert-Schweitzer-Straße wird „Das alte Dorf“ genannt. Der restliche Teil Lebenstedts hat keine Bezeichnung.
Zum kulturellen Angebot bietet Lebenstedt in der Aula des Gymnasiums Fredenberg, der Begegnungsstätte Brücke Fredenberg und in der Kulturscheune im Alten Dorf regelmäßige Veranstaltungen. Das schulische Angebot mit einer Integrierten Gesamtschule, zwei Gymnasien, zwei Realschulen und mehreren Berufsbildenden Schulen hat ebenfalls eine zentrale Ausrichtung.

### Bauwerke
- Im Zentrum der Einkaufszone steht die 14 m hohe Skulptur „Turm der Arbeit“ von Jürgen Weber, an der in vier Reliefs die wechselnde Geschichte der Stadt Salzgitter dargestellt wird.

### Grünflächen und Naherholung
Westlich von Lebenstedt liegt in der Fuhseniederung der Salzgittersee, ein Naherholungszentrum für die Salzgitteraner. Zwei lange Sandstrände, große Liegeflächen, Beach-Volleyball-Plätze, ein Piraten-Kinderspielplatz, ein Discgolf-Parcours mit 12 Körben, eine Wasserskianlage und umfangreiche Spazierwege gehören zum Angebot. In unmittelbarer Nähe zum See befinden sich noch das Hallenfreibad, die Eissporthalle, eine Sportplatzanlage mit Tribüne, mehrere Bootshäuser von Wassersportvereinen, ein Anglerheim, eine Taucher- und Surferbasis.

### Gedenkstätten
Östlich von Lebenstedt liegt die Gedenkstätte Friedhof Jammertal, auf dem fast 3000 Menschen beigesetzt wurden, die während der nationalsozialistischen Herrschaft in den Arbeitslagern und KZ-Außenlagern in Salzgitter gestorben waren.

## Wirtschaft und Infrastruktur
Obwohl Lebenstedt im Norden der Stadt Salzgitter liegt, befindet sich hier das eigentliche Zentrum der Stadt. Neben dem Rathaus, Hauptpostamt, Katasteramt, Amtsgericht, Klinikum, der Polizeiinspektion und Stadtbibliothek sind in dem auf der grünen Wiese entstandenen Stadtteil auch viele Einkaufsmöglichkeiten entstanden. Die ab den 1950er Jahren errichtete Fußgängerzone Lebenstedts wurde über die Jahre hinweg immer weiter ausgebaut. Seit 2008 gibt es auch das überdachte Einkaufszentrum City-Carrée mit 16.000 m² Verkaufsfläche. Lebenstedt ist auch Sitz des 1989 gegründeten Bundesamtes für Strahlenschutz.

### Verkehr
Die Autobahn A 39 führt mit vier Anschlussstellen an Lebenstedt vorbei. Der Öffentliche Personennahverkehr wird in der Stadt von der Kraftverkehrsgesellschaft Braunschweig bedient. Der Bahnhof Lebenstedt ist seit 1984 Endpunkt der Bahnstrecke Salzgitter-Drütte–Derneburg aus Richtung Drütte/Braunschweig.

## Söhne und Töchter des Stadtteils (Auswahl)
- Andreas Schoppe (um 1538–1614), lutherischer Theologe, Erbauungsschriftsteller und Chronist
- Eva Viehoff (* 1958), Agraringenieurin und Politikerin
- Martin Biastoch (* 1965), Altphilologe, Gymnasiallehrer in Göttingen